# Вячеслав Липински
Вячеслав Казимирович Липински (на украински: В'ячеслав Казимирович Липинський; на полски: Wacław Lipiński 17 април 1882 – 14 юни 1931) е украински историк от полски произход, политик, политолог, учен.
Той е идеолог на украинския консерватизъм (Хетманско движение), основател на Украинската демократично-селска партия и на Украинския университет в Прага. Член е на научното дружество „Т. Шевченко“ (1914).

## Биография
Роден е в полско семейство в родовото имение Затурци край Луцк в областта Волиния. Принадлежи към старинен полски дворянски род. Вячеслав е най-възрастният син на Казимир Липински и Клара Рокицка. Има по-малки братя Станислав и Владимир и по-малка сестра Ванда. До 12 години се обучава у дома си, а след това – в житомирската, луцката и киевската гимназии. Атестат за зрялост получава в Киев. През 1902 – 1903 г. преминава годишната си военна служба в драгунския полк в Кременец. През 1903 г. постъпва в селскостопанския факултет на Ягелонския университет в Краков, но скоро губи интерес към аграрните науки и се увлича по историята и обществените науки. През 1905 г. прекъсва обучението си и се заема с исторически изследвания в библиотеките на града и архивите. На 30 август 1906 г. се жени за Казимира Шуминска. През октомври същата година постъпва в катедрата по социални науки в университета в Женева, но през лятото на 1907 г. по здравословни причини е принуден да прекъсне обучението си.
През 1908 г. се завръща в Украйна и се установява в хутор край Уман, където се занимава с научна дейност. През този период излизат първите му произведения „Даниел Братковски“ (1909), „Генерал от артилерията на Великото литовско княжество“ (1909). В написания на полски език историко-философски труд „Шляхтата в Украйна“ (1909) Липински обосновава решаващата роля на шляхтата в процеса на формиране на украинската държавност и я призовава да се бори за възраждането на Украйна. През 1910 г. се премества в Краков (Полша). През 1912 г. издава там сборника с основните си научни трудове и исторически документи „Z dziejów Ukrainy“ („От историята на Украйна“) – своеобразно обобщение на историческите изследвания от ранния период на творчеството му, в което влизат такива изследвания като „Имената на Рус и Украйна и тяхното историческо значение“, „Станислав-Михаил Кричевски“, „Богдановият път“, „Документи от руини“ и др.
През 1912 г. става инициатор на създаването на Украинския информационен комитет, чиято цел става пропагандирането в чужбина на идеята за създаване на украинска независима държава.
Деец на независимата украинска държава, посланик на Украйна в Австро-Унгария (1917 – 1918) и Австрия (1918 – 1921). След това е в емиграция в Чехословакия и Австрия и е сред основателите на Украинския университет в Прага. Отстоява идеите на патриархалната монархия и съгласието на различните обществени класи в името на националното единство. Остро критикува възгредите на Дмитрий Донцов и неговата теория за „интегралния национализъм“.

## Класокрация
Липински въвежда понятието класокрация като една от формите на държавно управление. Това понятие е представено в теорията на украинския консерватизъм (също и теория на украинския монархизъм или, както той самият я нарича – теория на украинския хетмански национализъм). Според Липински, това е форма на държавно устройство, която се отличава с равновесие между власт и свобода, между силите на консерватизма и прогреса. В основата на такова устройство трябва да бъдат заложени условия за правова, „законноограничена и законоограничаваща“ конституционна монархия. Начело на държавата трябва да бъде монарх (хетман), чиято власт се предава по наследство и който е легитимен.